# Sticherus maritimus
Sticherus maritimus là một loài dương xỉ trong họ Gleicheniaceae. Loài này được Hieron. Nakai mô tả khoa học đầu tiên năm 1950.